# 陸奥市
もしかして
- むつ市

ではありませんか？